# Alexandra Dulgheru
Alexandra Dulgheru, née le dimanche 30 mai 1989 à Bucarest, est une joueuse de tennis roumaine, professionnelle depuis 2004.
À ce jour, elle a remporté deux titres sur le circuit WTA, successivement en 2009 et 2010 à Varsovie.

## Carrière tennistique

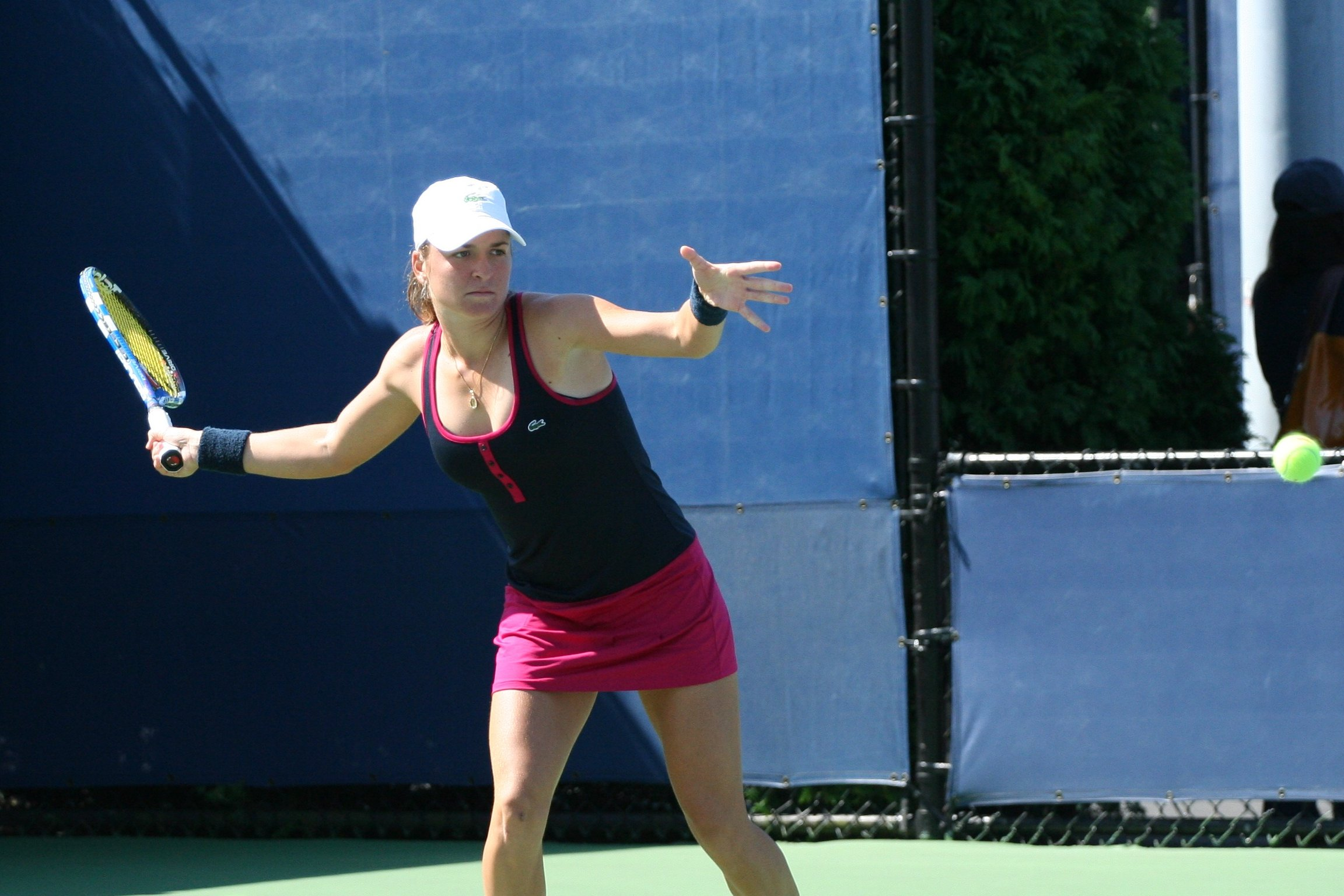
Alexandra Dulgheru en 2009 à l'US Open, battue au 1er tour.

### 2009
Alexandra Dulgheru se fait remarquer pour la première fois sur le circuit WTA lors de l'Open de Varsovie 2009. Issue des qualifications, elle se hisse en finale en éliminant successivement Sara Errani, 44e joueuse mondiale, Galina Voskoboeva et Daniela Hantuchová, ancienne no 5 mondiale, et crée la surprise en remportant le tournoi aux dépens d'Alona Bondarenko, sur le score de 7-6, 3-6, 6-0. Dulgheru disputait là le tout premier tournoi WTA de sa carrière. Elle est la septième joueuse à réussir cette performance, à l'instar par exemple de Justine Henin, Katarina Srebotnik et Angelique Widjaja.
Quelque temps plus tard, elle participe à l'US Open, mais elle est battue au premier tour par Victoria Azarenka, sur le score sévère de 6-1, 6-1.

### 2010
Dulgheru se fera éliminer au premier tour de l'Open d'Australie 2010, ne s'inclinant face à la Belge Yanina Wickmayer que par 10-8 au troisième set. Ses premiers résultats probants interviennent à l'Open de Barcelone où elle rallie les demi-finales, puis aux Internationaux d'Italie où elle atteint les huitièmes de finale, battue par Nadia Petrova, après avoir vaincu Sara Errani et surtout Dinara Safina, no 3 mondiale. À une semaine de Roland-Garros, elle défend avec succès son titre acquis à Varsovie l'année précédente en venant à bout de Zheng Jie en finale (6-3, 6-4), après avoir écarté notamment Li Na sur son parcours.

## Palmarès

### Titres en simple dames
| No | Date       | Nom et lieu du tournoi | Catégorie | Dotation  | Surface      | Finaliste        | Score          |          |
| -- | ---------- | ---------------------- | --------- | --------- | ------------ | ---------------- | -------------- | -------- |
| 1  | 18-05-2009 | Warsaw Open, Varsovie  | Premier   | 600 000 $ | Terre (ext.) | Alona Bondarenko | 7-63, 3-6, 6-0 | Parcours |
| 2  | 17-05-2010 | Warsaw Open, Varsovie  | Premier   | 600 000 $ | Terre (ext.) | Zheng Jie        | 6-3, 6-4       | Parcours |

### Finale en simple dames
| No | Date       | Nom et lieu du tournoi       | Catégorie | Dotation  | Surface    | Vainqueure         | Score         |          |
| -- | ---------- | ---------------------------- | --------- | --------- | ---------- | ------------------ | ------------- | -------- |
| 1  | 02-03-2015 | Malaysian Open, Kuala Lumpur | Intern'l  | 250 000 $ | Dur (ext.) | Caroline Wozniacki | 4-6, 6-2, 6-1 | Parcours |

### Titre en double dames
Aucun

### Finales en double dames
| No | Date       | Nom et lieu du tournoi | Catégorie | Dotation  | Surface      | Vainqueures                       | Partenaire           | Score    |          |
| -- | ---------- | ---------------------- | --------- | --------- | ------------ | --------------------------------- | -------------------- | -------- | -------- |
| 1  | 20-09-2010 | Tashkent Open Tachkent | Intern'l  | 220 000 $ | Dur (ext.)   | Alexandra Panova Tatiana Poutchek | Magdaléna Rybáriková | 6-3, 6-4 | Parcours |
| 2  | 15-07-2013 | Swedish Open Båstad    | Intern'l  | 235 000 $ | Terre (ext.) | Anabel Medina Klára Zakopalová    | Flavia Pennetta      | 6-1, 6-4 | Parcours |

## Parcours en Grand Chelem

### En simple dames
| Année | Open d'Australie | Open d'Australie   | Internationaux de France | Internationaux de France | Wimbledon       | Wimbledon           | US Open         | US Open           |
| ----- | ---------------- | ------------------ | ------------------------ | ------------------------ | --------------- | ------------------- | --------------- | ----------------- |
| 2009  | —                | —                  | —                        | —                        | —               | —                   | 1er tour (1/64) | Victoria Azarenka |
| 2010  | 1er tour (1/64)  | Yanina Wickmayer   | 3e tour (1/16)           | Victoria Azarenka        | 3e tour (1/16)  | Kaia Kanepi         | 3e tour (1/16)  | Vera Zvonareva    |
| 2011  | 1er tour (1/64)  | Ayumi Morita       | 2e tour (1/32)           | Sorana Cîrstea           | 2e tour (1/32)  | Svetlana Kuznetsova | 2e tour (1/32)  | Monica Niculescu  |
| 2012  | 1er tour (1/64)  | Vera Zvonareva     | —                        | —                        | —               | —                   | —               | —                 |
| 2013  | —                | —                  | —                        | —                        | —               | —                   | 2e tour (1/32)  | Ana Ivanović      |
| 2014  | Q2               | Kateřina Siniaková | Q2                       | Aleksandra Wozniak       | Q2              | Melanie Oudin       | 2e tour (1/32)  | Maria Sharapova   |
| 2015  | 1er tour (1/64)  | Jarmila Gajdošová  | 2e tour (1/32)           | Alizé Cornet             | 1er tour (1/64) | Kristina Mladenovic | 1er tour (1/64) | Angelique Kerber  |
| 2016  | 2e tour (1/32)   | Angelique Kerber   | 1er tour (1/64)          | Yanina Wickmayer         | —               | —                   | —               | —                 |
| 2017  | —                | —                  | Q1                       | Ana Bogdan               | —               | —                   | —               | —                 |
| 2018  | Q3               | Zhu Lin            | 2e tour (1/32)           | Anett Kontaveit          | 2e tour (1/32)  | Venus Williams      | Q3              | Ons Jabeur        |
|       |                  |                    |                          |                          |                 |                     |                 |                   |
| 2021  | —                | —                  | Q2                       | Ellen Perez              | Q1              | Danielle Lao        | —               | —                 |

N.B. : à droite du résultat se trouve le nom de l'ultime adversaire.

### En double dames
| Année | Open d'Australie             | Open d'Australie           | Internationaux de France     | Internationaux de France  | Wimbledon                    | Wimbledon                | US Open                       | US Open                      |
| ----- | ---------------------------- | -------------------------- | ---------------------------- | ------------------------- | ---------------------------- | ------------------------ | ----------------------------- | ---------------------------- |
| 2009  | —                            | —                          | —                            | —                         | —                            | —                        | 1er tour (1/32) Raluca Olaru  | A. Kleybanova E. Makarova    |
| 2010  | 1er tour (1/32) E. Gallovits | C. Gullickson V. Uhlířová  | 2e tour (1/16) A. Brianti    | Gisela Dulko F. Pennetta  | 1er tour (1/32) A. Brianti   | Vania King Y. Shvedova   | 3e tour (1/8) M. Rybáriková   | Elena Vesnina V. Zvonareva   |
| 2011  | 3e tour (1/8) M. Rybáriková  | Liezel Huber Nadia Petrova | 3e tour (1/8) M. Rybáriková  | A. Hlaváčková L. Hradecká | —                            | —                        | 1er tour (1/32) M. Rybáriková | M. Koryttseva T. Poutchek    |
| 2012  | 2e tour (1/16) V. Razzano    | Liezel Huber Lisa Raymond  | —                            | —                         | —                            | —                        | —                             | —                            |
| 2013  | —                            | —                          | —                            | —                         | —                            | —                        | 1er tour (1/32) Eva Hrdinová  | Mona Barthel L. Dekmeijere   |
| 2015  | —                            | —                          | 2e tour (1/16) M. Rybáriková | Sílvia Soler M. T. Torró  | 1er tour (1/32) Sílvia Soler | G. Muguruza Carla Suárez | 1er tour (1/32) Chr. McHale   | Chan Hao-ching Chan Yung-jan |
| 2016  | 1er tour (1/32) Sílvia Soler | Y. Shvedova Sam Stosur     | —                            | —                         | —                            | —                        | —                             | —                            |

N.B. : le nom de la partenaire se trouve sous le résultat ; le nom des ultimes adversaires se trouve à droite.

### En double mixte
| Année | Open d'Australie            | Open d'Australie          | Internationaux de France      | Internationaux de France       | Wimbledon                    | Wimbledon                 | US Open                       | US Open                 |
| ----- | --------------------------- | ------------------------- | ----------------------------- | ------------------------------ | ---------------------------- | ------------------------- | ----------------------------- | ----------------------- |
| 2010  | —                           | —                         | —                             | —                              | 2e tour (1/16) David Marrero | Chan Y-j. Paul Hanley     | 1er tour (1/16) David Marrero | Chan Y-j. Paul Hanley   |
| 2011  | 1er tour (1/16) M. Kohlmann | Chan Yung-jan Paul Hanley | 1er tour (1/16) David Marrero | Květa Peschke A.-U.-H. Qureshi | 3e tour (1/8) Rajeev Ram     | I. Benešová Jürgen Melzer | —                             | —                       |
| 2015  | —                           | —                         | —                             | —                              | —                            | —                         | 1er tour (1/16) Florin Mergea | D. Gavrilova John Peers |

N.B. : le nom du partenaire se trouve sous le résultat ; le nom des ultimes adversaires se trouve à droite.

## Parcours en «Premier Mandatory» et «Premier 5»
Découlant d'une réforme du circuit WTA inaugurée en 2009, les tournois WTA « Premier Mandatory » et « Premier 5 » constituent les catégories d'épreuves les plus prestigieuses, après les quatre levées du Grand Chelem.

### En simple dames
| Année |              | Premier Mandatory             | Premier Mandatory           | Premier Mandatory            | Premier Mandatory          |       | Premier 5 | Premier 5                  | Premier 5                  | Premier 5                  | Premier 5                  | Premier 5 | Premier 5                    |
| Année | Indian Wells | Miami                         | Madrid                      | Pékin                        |                            | Dubaï | Rome      | Canada                     | Cincinnati                 |                            | Tokyo                      |           |                              |
| Année | Indian Wells | Miami                         | Madrid                      | Pékin                        |                            | Doha  | Rome      | Canada                     | Cincinnati                 |                            | Wuhan                      |           |                              |
| Année | Indian Wells | Miami                         | Madrid                      | Pékin                        |                            |       | Rome      | Canada                     | Cincinnati                 |                            |                            |           |                              |
| 2010  |              | 2e tour (1/32) M. J. Martínez | 2e tour (1/32) V. Azarenka  | 3e tour (1/8) L. Šafářová    | 2e tour (1/16) A. Kerber   |       |           | 2e tour (1/16) M. Bartoli  | 3e tour (1/8) N. Petrova   | 1er tour (1/32) S. Bammer  | 1er tour (1/32) Kleybanova |           | 2e tour (1/16) F. Schiavone  |
| 2011  |              | 2e tour (1/32) L. Hradecká    | 1/4 de finale M. Sharapova  | 1er tour (1/32) P. Kvitová   | 1er tour (1/32) Kuznetsova |       |           | 2e tour (1/16) Shahar Peer | 1er tour (1/32) P. Hercog  |                            |                            |           | 1er tour (1/32) Laura Robson |
| 2012  |              | 1er tour (1/64) I. Falconi    |                             |                              |                            |       |           |                            |                            |                            |                            |           |                              |
| 2013  |              | 2e tour (1/32) Peng Shuai     | 1er tour (1/64) A. Medina   | 1er tour (1/32) M. Sharapova |                            |       |           |                            |                            | 1er tour (1/32) Rybáriková |                            |           |                              |
| 2015  |              |                               | 1er tour (1/64) E. Vesnina  | 1er tour (1/32) Ana Ivanović | 1er tour (1/32) T. Pereira |       |           |                            | 1/4 de finale Simona Halep |                            |                            |           | 1er tour (1/32) Ana Ivanović |
| 2016  |              | 1er tour (1/64) Nicole Gibbs  | 1er tour (1/64) L. Tsurenko |                              |                            |       |           |                            |                            |                            |                            |           |                              |

Sous le résultat, l’ultime adversaire.

## Parcours en Fed Cup
| #                                                                | Date       | Lieu        | Surface      | Gagnante(s)              | Perdante(s)                           | Score              |          |
|                                                                  |            |             |              |                          |                                       |                    |          |
| 2015 - Barrage (groupe mondial I) - Canada - Roumanie - 2 : 3    |            |             |              |                          |                                       |                    |          |
| 1                                                                | 18/04/2015 | Montréal    | Dur (int.)   | Alexandra Dulgheru       | Eugenie Bouchard                      | 6-4, 6-4           | Parcours |
| 1                                                                | 18/04/2015 | Montréal    | Dur (int.)   | Alexandra Dulgheru       | Françoise Abanda                      | 3-6, 7-5, 6-2      | Parcours |
|                                                                  |            |             |              |                          |                                       |                    |          |
| 2016 - Barrage (groupe mondial I) - Roumanie - Allemagne - 1 : 4 |            |             |              |                          |                                       |                    |          |
| 2                                                                | 16/04/2016 | Cluj-Napoca | Terre (int.) | Annika Beck Julia Görges | Irina-Camelia Begu Alexandra Dulgheru | 6-75, 7-64, [10-7] | Parcours |

## Classements WTA en fin de saison
| Année          | 2005 | 2006 | 2007 | 2008 | 2009 | 2010 | 2011 | 2012 | 2013 | 2014 | 2015 | 2016 | 2017 | 2018 | 2019 | 2020 | 2021 |
| Rang en simple | 631  | 640  | 249  | 385  | 51   | 29   | 70   | 238  | 157  | 105  | 57   | 256  | 193  | 148  | 823  | -    | 359  |
| Rang en double | -    | 619  | 394  | 374  | 227  | 68   | 59   | 258  | 233  | 723  | 322  | 1061 | 1260 | 961  | -    | -    | 961  |

source : (en) Classements de Alexandra Dulgheru sur le site officiel de la Fédération internationale de tennis

## Records et statistiques

### Performances contre les joueuses du top 10
- Tournoi de tennis de Rome (WTA 2010) (Premier) - 2e tour : A. Dulgheru bat Dinara Safina  (3e) 6-4, 6-75, 6-1
- Tournoi de tennis de Madrid (WTA 2010) (Premier) - 2e tour : A. Dulgheru bat Elena Dementieva  (6e) 6-1, 3-6, 7-5
- US Open de tennis 2011 (Grand Chelem) - 1er tour : A. Dulgheru bat Petra Kvitová  (6e) 7-63, 6-3
- Fed Cup 2015 - Barrage Groupe Mondial : A. Dulgheru bat Eugenie Bouchard  (7e) 6-4, 6-4
- Tournoi de tennis de Rome (WTA 2015) (Premier) - 3e tour : A. Dulgheru bat Ekaterina Makarova  (8e) 6-4, 6-3